# 74 Dywizjon Rakietowy Obrony Powietrznej
74 Dywizjon Rakietowy Obrony Powietrznej (74 dr OP) – samodzielny pododdział Wojsk Obrony Przeciwlotniczej Sił Powietrznych RP stacjonujący w Gliwicach.
Dywizjon podlegał dowódcy 1 Śląskiej Brygady Rakietowej Obrony Powietrznej. Z dniem 30 czerwca 2011 dywizjon został rozformowany.

## Historia
Dywizjon sformowano na podstawie Zarządzenia Szefa Sztabu Generalnego WP Nr 021/Org. z dnia 30 marca 1978 roku jako 74. dywizjon ogniowy artylerii rakietowej i dyslokowano w Gliwicach, z podległością dowódcy 1. Dywizji Artylerii OPK. Pierwszym uzbrojeniem jednostki były zestawy rakietowe S-125 Newa. Do zadań dywizjonu należała obrona strefy powietrznej w obrębie GOP.
W 1981 roku dywizjon przeprowadził strzelania bojowe na poligonie w Aszułuku w ZSRR.
Zarządzeniem Szefa Sztabu Generalnego WP Nr 027/Org. z dnia 5 czerwca 1989 roku oraz rozkazem Dowódcy 3. Korpusu OPK Nr 048/Org. z dnia 23 czerwca 1989 r. dywizjon został przeniesiony z Gliwic w okolice miejscowości Pszczyna, gdzie przejął obiekty po rozformowanym 18 dywizjonie ogniowym.
W 1991 roku jednostka zmieniła nazwę na 74 dywizjon rakietowy OP.
Na poligonie krajowym w Ustce dywizjon strzelał latach 1993 i 1996.
W roku 1999 jednostka została wyposażona w zmodernizowany zestaw S-125 Newa-SC.
W 2001 roku zapadła decyzja o przebazowaniu jednostki z powrotem do obiektów w Gliwicach.
W związku ze zmianami w strukturach Sił Powietrznych, decyzją MON nr Z-37/Org./P1 z dnia 27 maja 2010 roku, następnie decyzją MON nr PF-68/Org./SSG/ZOiU-P1 z dnia 19 sierpnia 2010 roku oraz wykonawczym rozkazem Dowódcy Sił Powietrznych nr PF-211 z dnia 8 września 2010 roku zdecydowano o rozformowaniu jednostki w terminie do dnia 30 czerwca 2011. Na bazie jej środków sformowano nowy 34. dr OP w Bytomiu.
Dywizjon posiadał własną odznakę pamiątkową oraz oznakę rozpoznawczą, wprowadzone decyzją nr 241/MON z dnia 15 lipca 2009.
Święto jednostki obchodzone było corocznie w dniu 30 marca – decyzja nr 89/MON z dnia 23 lutego 2007.

## Struktura
- dowództwo
- sztab
- bateria dowodzenia
- bateria radiotechniczna
- bateria startowa (S-125 Newa-SC)

## Dowódcy dywizjonu
- 1978–1983 – kpt. Jerzy Zawisza
- 1983–1986 – mjr Antoni Kocot
- 1986–1987 – mjr Stefan Stefański
- 1987–1988 – mjr Zenon Walasek
- 1988-1990 - mjr Ireneisz Juźwik
- 1990–1998 – ppłk Andrzej Fąfara
- 1998-2008 - ppłk Jacek Oleksy
- 2008-2011 - ppłk Jerzy Flis
- 2011-2011 - mjr Andrzej Maciejuk (p.o.)

## Podporządkowanie
- 1 Dywizja Artylerii OPK (1978–1988)
- 1 Brygada Artylerii OPK (1988–1991)
- 1 Śląska Brygada Rakietowa Obrony Powietrznej (1991–2011)